# Dorcadion musarti
Dorcadion musarti är en skalbaggsart som beskrevs av Maurice Pic 1907. Dorcadion musarti ingår i släktet Dorcadion och familjen långhorningar. Inga underarter finns listade i Catalogue of Life.